# Оцу
Оцу е град в префектура Шига, Япония. Населението му е 341 488 жители (по приблизителна оценка от октомври 2018 г.), а площта e 464,10 кв. км. Намира се в часова зона UTC+9. Основан е през 1898 г.

## Побратимени градове
- Вюрцбург (Германия)
- Лансинг (Мичиган, САЩ)
- Мудандзян (Китай)